# Erik Vilhelm Wärme
Erik Vilhelm Wärme (även stavat Värme), född 24 november 1861 i Edsvalla bruk, Nors socken, Värmlands län, död 25 november 1935 i Fleminge i Ekeby socken, Östergötlands län. Wärme var en svensk tonsättare och spelman.

## Biografi
Föddes som oäkta son till smeddrängen Benjamin Werme och pigan Kajsa Olsdotter Kropp. När Wärme var barn flyttade han med sina föräldrar till Degerfors, Örebro län. När han var 15 år fick han arbeta på Sörfors bruk i Attmars socken, Medelpad. 1903 kom han till Boxholms bruk. Han var ofta anlitad i på bröllop och danser i Boxholm, då det inte fanns några spelmän där omkring.
Wärme lärde sig spela fiol på egen hand. Han deltog på spelmansstämmor och tävlingar i Skänninge, Åtvidaberg och Motala.

## Verklista
- Polska i G-dur (En gammal gubbe i Karlskoga brukade spela polskan)
- Polska i C-dur
- Vals i G-dur (från Karlskoga, har spelats för både grevar och baroner)
- Vals i G-dur (från Karlskoga)
- Vals i G-dur
- Vals i G-dur (Wärme lärde sig spela polskan i Medelpad, då han vid slutet av 1870-talet arbetade på Sörfors bruk, Attmars socken, Medelpad) De två sista repriserna i stycket är en variant av en polska från 1700-talet.